# Герб Близнюківського району
Герб Близнюківського райо́ну — офіційний символ Близнюківського району Харківської області, затверджений рішенням сесії районної ради від 13 листопада 2001 року.

## Опис
Щит перетятий. На верхньому лазурному полі соняшник, посередині якого на срібному тлі сокіл зі злаковим колоском; на нижньому золотому полі дві зелені козацькі могили та червоний напис «Близнюківський район». Щит увінчано золотим рогом достатку та кадуцеєм в косий хрест й обрамлено вінком із золотого дубового листя і колосків, обвитим зеленою стрічкою.
Комп'ютерна графіка — В. М. Напиткін, К. М. Богатов.